# ウランバートル大学
ウランバートル国際大学(IUU, International University of Ulaanbaatar)は、モンゴル国の首都ウランバートルにある私立大学。韓国系のミッションスクールで、韓国語による講義を行っている。1993年にモンゴル人学生を対象に2年間の韓国語プログラムを提供する学校として開校し、1995年にウランバートル大学(Ulaanbaatar College)に改称した。1997年までにビジネス管理、ソフトウェアなどの学科を設置した後、2002年にモンゴルの教育・文化・スポーツ・科学省から大学として認可され、2011年9月から4年制の総合大学となった。

## 学部・学科

### 通信情報技術学部
- ソフトウェア工学

- 情報システム

- 自動電気システム

### デザイン学部
- CGデザイン

- インテリアデザイン
- 製品デザイン

- ファッションデザイン

### ビジネス管理学部
- マーケティング

- 観光管理

- 製品管理

- 会計学

- 金融・銀行

- 経営管理

### 経済学部
- 経済学科

### 農林学部
- 生態管理技術
- 森林生産技術（都市デザイン、再生事業、造園）

### 法学部
- 法律学科

### 看護学部
- 看護学科

### 家族研究学部
- 社会学（家族研究）

### 社会政策学部
- 社会政策（児童）

### 外国語・翻訳学部
- 英語通訳学科
- 韓国語通訳学科

### 国内外研究学部
- 国際研究（韓国）
- 言語学（モンゴル語および韓国語）

### 教育学部
- 英語教育
- 韓国語教育

## 大学院
言語学とビジネス管理以外の研究科は、博士前期課程のみ設置。
- 言語学（韓国語、モンゴル語、英語）

- ソフトウェア工学

- 法学

- ビジネス管理

- 家族学

- 造園・花卉栽培